# Zavaidoc în anul iubirii
Format:Fără surse

Zavaidoc în anul iubirii este un roman scris de Doina Ruști și publicat în septembrie 2024 la editura Bookzone. Acțiunea se petrece în anul 1923, într-un decor inspirat de viața celebrului lăutar Zavaidoc.
Este dedicat unui an din viața lui Zavaidoc, anume 1923. Nominalizat la premiile Bookzone, categoria Cea mai bună carte, s-a bucurat  de succes la public și la critică.
La apariție s-a spus  că romanul aduce o „lume specifică Doinei Ruști,  magică, foarte credibilă, dar și fantasmatică" (Serenela Ghițeanu, Revista 22), romanul fiind apreciat pentru poveste (ibidem).
Este prima operă de ficțiune dedicată marelui artist.